# Криптополис
«Криптополис» (англ. Cryptozoo) — американская анимационная фэнтези-драма сценариста и постановщика Дэша Шоу. Мировая премьера состоялась 29 января 2021 года на кинофестивале «Сандэнс». 20 августа 2021 г. выпущен в прокат компанией Magnolia Pictures в США.

## Сюжет
Смотрители специального заповедника для таинственных существ Cryptozoo пытаются поймать Баку, духа-пожирателя снов и кошмаров из древне-японских легенд, в процессе задаваясь вопросом, должны ли они выставлять подобных существ на всеобщее обозрение или скрывать от людских глаз, содержа их под строгим надзором. Тем временем, ничего не подозревающая влюбленная парочка по ошибке попадает в Cryptozoo, что приводит к череде непредсказуемых событий в Сан-Франциско 60-х годов.

## В ролях
- Лейк Белл в роли Лорен Грей (Lauren Grey) — главной героини, опытного ветеринара- криптозоолога и смотрителя в Cryptozoo. В детстве её мучали ночные кошмары, пока однажды не явился дух Баку, освободивший ее от наваждений. Спустя годы Лорен решает посвятить свою жизнь спасению таких существ.
- Майкл Сера — Мэтью
- Аггелики Папоулья — горгона Фиби.
- Зои Казан — Магдалина
- Петер Стормаре — фавн Густав
- Грейс Забриски — Джоана, владелица Cryptozoo и наставница Лорен Грей
- Луиза Краузе — Эмбер
- Томас Джей Райан — Николас, ненавидящий криптидов контрабандист и главный антагонист
- Алекс Карповски — Дэвид

## Отзывы критиков
Мировая премьера состоялась на кинофестивале «Сандэнс» 29 января 2021 года, где фильм получил премию в категории «Новатор». Затем, Magnolia Pictures приобрела права на прокат и дистрибуцию фильма, назначив дату выхода на 20 августа 2021 года. В марте того же года был представлен на 71-м Берлинском международном кинофестивале.
Рейтинг одобрения Cryptozoo на Rotten Tomatoes — 72 % у критиков, на основе 88 отзывов, зрительская оценка составляет — 44 %. Общее мнение критиков гласит: «Весьма необычная и порой чрезмерная визуальная составляющая может отвлекать зрителя от основной идеи, но в то же время Cryptozoo представляет собой амбициозную и уникальную критику капиталистических ценностей» (ориг.: «Although its visual overstimulation threatens to derail its themes, Cryptozoo is an ambitious and unique critique of capitalistic values.»). На Metacritic фильм имеет оценку 74/100 (в целом положительная) на основе 22 ревью критиков и 5.1/10 (смешанные) у зрителей на основе 7 рецензий.
Рецензия Джессики Кианг из Variety: «Сама история может показаться достаточно банальной, но поражает невероятный визуальный ряд, родившийся в воображении автора» (ориг. «In this zoo, the story may be tame, but the images, and the imagination that releases them, run wild»).
Cryptozoo также был номинирован на премию Джона Кассаветиса на 37-й церемонии Independent Spirit Awards.